# Madame Caroline Testout
'Madame Caroline Testout' est un cultivar de rosier hybride de thé obtenu en 1890 par le rosiériste français Joseph Pernet-Ducher,. Elle est baptisée du nom d'une couturière de Paris qui avait demandé à Pernet-Ducher de créer une rose à son nom à l'occasion de l'ouverture de sa nouvelle boutique de Londres. Ce fut au tournant du siècle et jusque dans les années 1930 l’une des roses les plus vendues au monde. Dans les années 1920, la ville de Portland aux États-Unis en planta des dizaines de milliers en bordure des rues et dans les parcs et jardins de la ville. 

## Description
'Madame Caroline Testout' est une rose moderne du groupe hybride de thé, issue du croisement de 'Madame de Tartas' (Bernède, 1859) x 'Lady Mary Fitzwilliam (Bennett, 1882). Le buisson présente un port érigé bien ramifié d'une hauteur de 80 cm à 120 cm et d'une largeur de 90 cm. Le feuillage est vert foncé et semi-brillant avec de grandes feuilles. 
Ses fleurs délicates de couleur rose au cœur plus soutenu sont très peu parfumées ; elles sont grandes (diamètre 4,5"), doubles à 17–25 pétales, généralement solitaires et globuleuses. La floraison se poursuit de la fin du printemps jusqu'aux premières gelées, celle de mai-juin étant la plus spectaculaire. On peut notamment l'admirer à l'Europa-Rosarium de Sangerhausen.
Il en existe une variété en rosier grimpant : 'Climbing Mme Caroline Testout' obtenue par Chauvry en 1901 très vigoureuse, haute de 6 à 7 m.

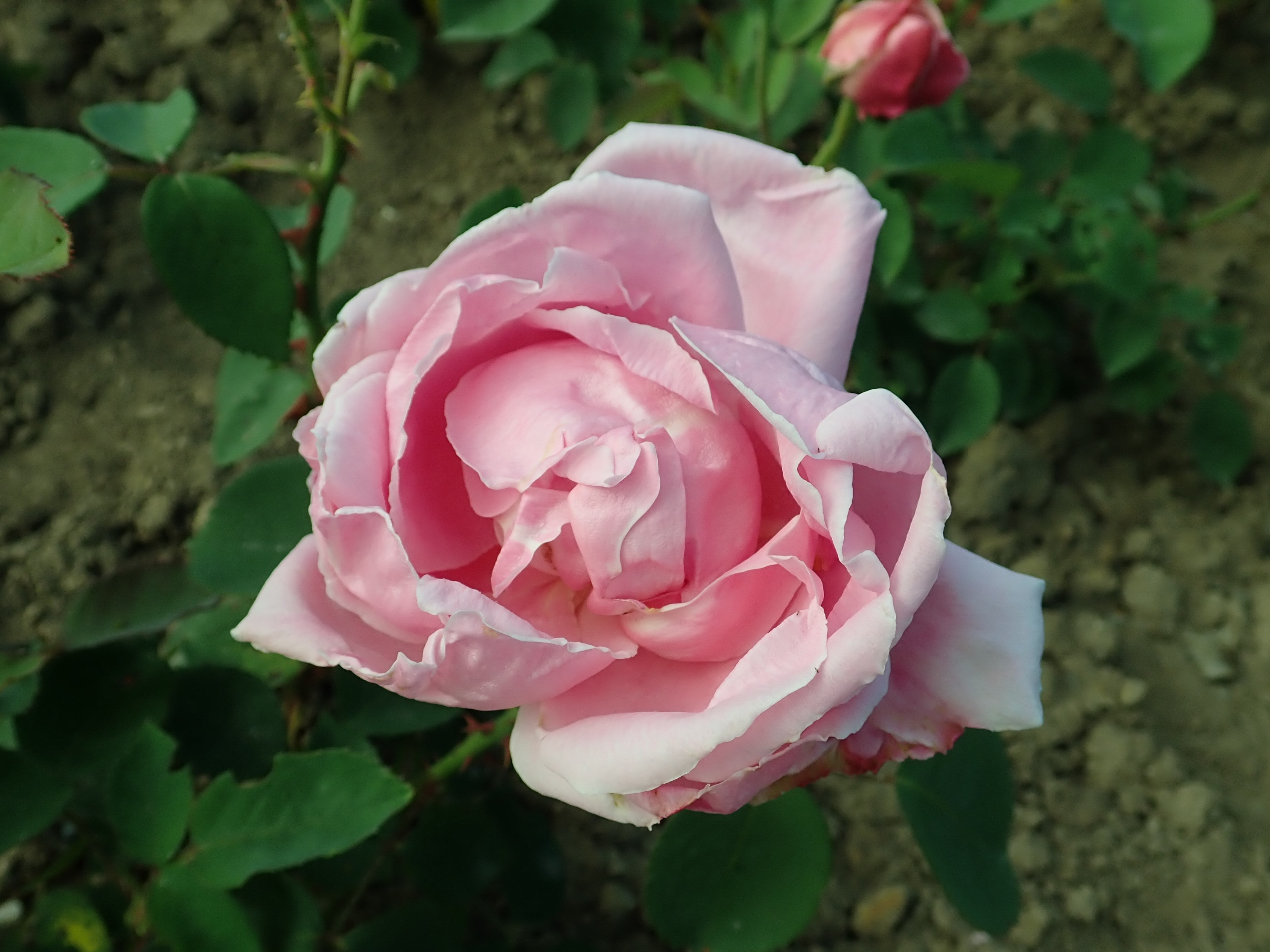
'Madame Caroline Testout' à Sangerhausen.

## Culture
Vigoureux, le rosier tolère la mi-ombre et les hivers relativement froids (zone de rusticité 7b) ; il doit être soigné contre la maladie des taches noires. 

## Descendance
Il a donné naissance à différentes variétés dont 'Mrs Robert Garrett' (Cook, 1900), 'Frau Karl Druschki' (Lambert, 1901), 'Madame Léon Pain' (Guillot, 1904), 'Jonkheer J. L. Mock' (Leenders, 1909), 'Madame Édouard Herriot' (Pernet-Ducher, 1913) et 'Wife of Bath' (Austin, 1969). Le croisement du semis 'Princesse de Béarn' (Levêque, 1885) × pollen ['Pharisäer' × 'Madame Caroline Testout'] a donné naissance à 'Professor J. Vendel' (Geduldig, 1907).